# 柊 (Do As Infinityの曲)
「柊」（ひいらぎ）は、日本のロックバンド・Do As Infinityの17作目のシングル。

## 概要
- 前作「本日ハ晴天ナリ」から約2ヶ月ぶりにして、アルバム『GATES OF HEAVEN』からの先行シングル。
- シングルでのCCCD規格による発売は今作が最後となった。
- 表題曲は渡部篤郎主演のテレビドラマ『恋文 〜私たちが愛した男〜』の主題歌に使用された[1]。テレビドラマのタイアップは「魔法の言葉〜Would you marry me?〜」以来2作ぶりとなった。
- ジャケットは渡島大島で撮影された[注 1]。
- ジャケットが異なるCD+DVD盤とCD盤の2形態で発売され、CD+DVD盤には特典として表題曲のミュージック・ビデオとメイキング映像を収録したDVDが同梱された。
- 今作で『ミュージックステーション』に7度目の出演を果たした。[要出典]
- オリコンチャート初登場7位を獲得。順位は落としたものの、9作連続でトップ10入りを果たし、3作連続で日本レコード協会からゴールドディスク認定を受けている。また、「陽のあたる坂道」以来5作ぶりにシングルトラックでもゴールド認定を受けている。

## 収録曲
1. 柊 [4:33]
作詞・作曲：D・A・I
編曲：D・A・I、Seiji Kameda
作詞は川村サイコ、作曲は長尾大。『DEEP FOREST』と『TRUE SONG』の間に完成されていたバラードで、冬に発売することをあらかじめ決めて寝かせられていた楽曲[注 2]。この楽曲について伴都美子は「歌う度にその時々の何かに懺悔してる気持ちになる」、大渡亮は「喪失感のある楽曲」と各々語っている[1]。
ミュージック・ビデオは北海道で撮影、雪を降らせる演出だったが、当日晴天だったためモノクロ処理をして撮影されたという[注 3]。
2. トレジャプレジャ [3:12]
作詞・作曲：D・A・I
編曲：D・A・I、Seiji Kameda
3. 柊 (Instrumental) [4:32]
作曲：D・A・I
編曲：D・A・I、Seiji Kameda
表題曲のインストゥルメンタルバージョン。
4. トレジャプレジャ (Instrumental) [3:09]
作曲：D・A・I
編曲：D・A・I、Seiji Kameda
カップリング曲のインストゥルメンタルバージョン。

## 参加ミュージシャン
Do As Infinity
- 伴都美子：Vox (#1)
- 大渡亮：Guitar (#1,3)
- 長尾大

Support Musician
- 飯田高広：Programming (#1,3)
- 亀田誠治：Bass (#1,3)
- 上杉洋史：Keyboards (#1,3)
- 金原グループ：Strings (#1,3)
- 浜野和子：Chorus (#1)

## タイアップ
- TBS系列水曜ドラマ『恋文 〜私たちが愛した男〜』主題歌 (#1)

## 収録アルバム
- GATES OF HEAVEN (#1)
- NEED YOUR LOVE (#1 Acoustic Ver.)
- Do The B-side (#2)
- Do The A-side (#1)
- Do The Best "Great Supporters Selection" (#1)
- The Best of Do As Infinity (#1)
- Lounge (#1)
- Do The Complete (#1)

## 2 of Us
「柊 [2 of Us]」（ひいらぎ・トゥー・オブ・アス）は、日本のロックバンド・Do As Infinityの14作目の配信限定シングル。

### 概要
- 前作「楽園 [2 of Us]」から続く16週連続配信企画『2 of Us』の第14弾シングル。

### 収録曲
1. 柊 [2 of Us] [4:36]
作詞・作曲：D・A・I
編曲：Ryo Owatari
この楽曲に関しては大渡は原曲を忠実に再現する方向で制作したという[1]。

### 収録アルバム
- 2 of Us [BLUE] -14 Re:SINGLES-